# アフリカの角食糧危機
アフリカの角食糧危機（アフリカのつのしょくりょうきき）とは、2006年にアフリカの角（ソマリア、ジブチ、エチオピア、ケニア北東部）と呼ばれる東アフリカ地域を襲った飢饉、食糧危機である。2006年1月6日、国連の国際連合食糧農業機関（FAO）は、地域の1100万人に大規模な飢饉が差し迫っているという報告をまとめた。長らく続く深刻な旱魃と地域の紛争が食糧価格の高騰を招いているというものであった。

## 原因
アフリカの角地域では旱魃はめずらしいものではなく、たびたび紛争や悲劇の原因となってきた。たとえば1983年から1985年、1991年から1992年、1998年から1999年に地域を襲った旱魃の例ではそれぞれ全体の37%から、酷いときでは62%に及ぶ家畜が失われた。近年ではこの脆弱な食糧基盤に穀物価格の高騰、過密な人口、伝統的な農業の放棄などの要因が重なってこの地域では常に食糧危機への危うさをはらんでいる。2006年の旱魃では湾岸諸国の家畜輸入禁止措置などがたたり、農業依存世帯の収入を減らしたことが深刻な飢饉へとつながった。

## 被害状況

### ジブチ
深刻な旱魃の被害に見舞われた。FAO（国際連合食糧農業機関）は人口の3分の1にあたる40万人が食糧支援を必要としているとした。

### エチオピア
FAOによれば、エチオピア南東部ソマリ州の100万人が深刻な食糧危機に瀕しているとされた。1月の時点ではまだかろうじて収穫が行われていたものの危機の到来は明白であった。

### ケニア
作物の不作、旱魃、旱魃による家畜の消耗が北部および東部のクシ語圏であるマンデラ州（Mandera County）、ワジール州（Wajir County）、マルサビット州（Marsabit County）で飢饉を引き起こした。2006年1月時点で約30件の餓死者が確認され、人口の1割にあたる2500万人が向こう6ヶ月間にわたる食糧支援を必要としていると報告された。

### ソマリア
4ヶ国のうちでもっとも深刻な被害を蒙った。南部の農業地帯では人道支援が必要とされたが、その支援も中央政府の機能不全や交通インフラの弱さから十分な効果をあげるまでには至らなかった。

## 援助
2006年2月、ユニセフは5歳以下の子供たち150万人が旱魃の危機にさらされているとして、被害地域のために1600万ドルの支援を呼びかけた。